# Sylvit
Sylvit là kali chloride (KCl) ở dạng khoáng vật tự nhiên. Nó tạo thành các tinh thể trong khối, các phương hệ thống rất giống với muối mỏ thông thường, halit (NaCl). Trên thực tế đó là hai dạng đồng hình. Sylvit không màu đến màu trắng, pha màu vàng và đỏ do tạp chất sắt oxide. Sylvit có độ cứng Mohs là 2,5, khối lượng riêng 1,99, chỉ số khúc xạ 1,4903. Sylvit có vị mặn đắng chát khác biệt.
Sylvit là một trong những khoáng vật cuối cùng kết tủa từ dung dịch bốc hơi (evaporite). Như vậy, nó chỉ được tìm thấy ở các khu vực nước muối rất khô. Tác dụng chính của nó là nguyên liệu cho sản xuất phân bón kali.
Tên gọi của nó bắt nguồn từ tiếng Latinh "sal digestibus Sylvii" nghĩa là muối của Sylvius, đặt theo tên của François Sylvius de le Boe (1614-1672), một bác sĩ kiêm nhà hóa học ở Leyden, Hà Lan.

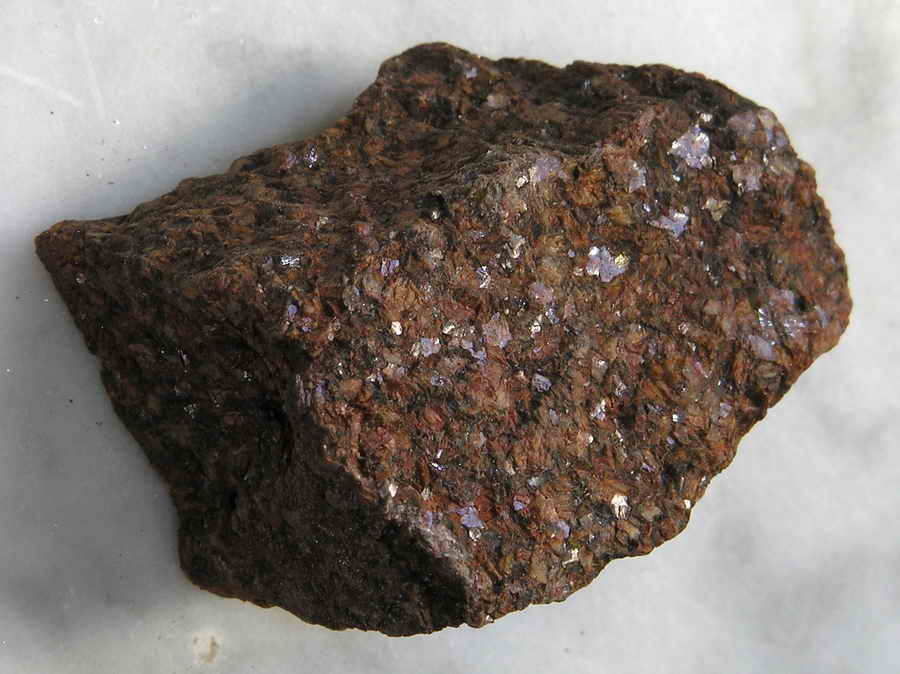
Sylvit

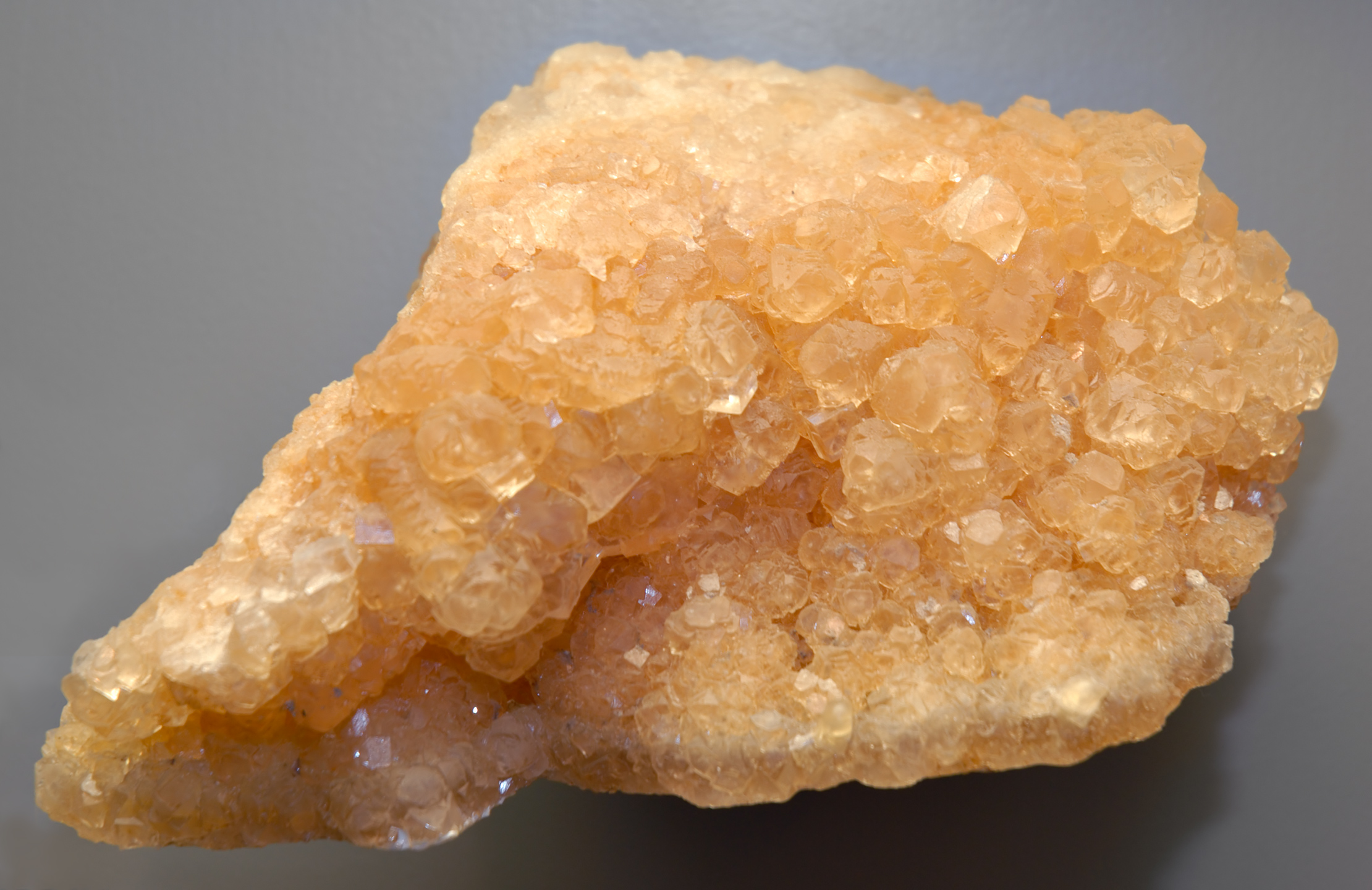
Sylvit từ Đức